# Shamaï Haber

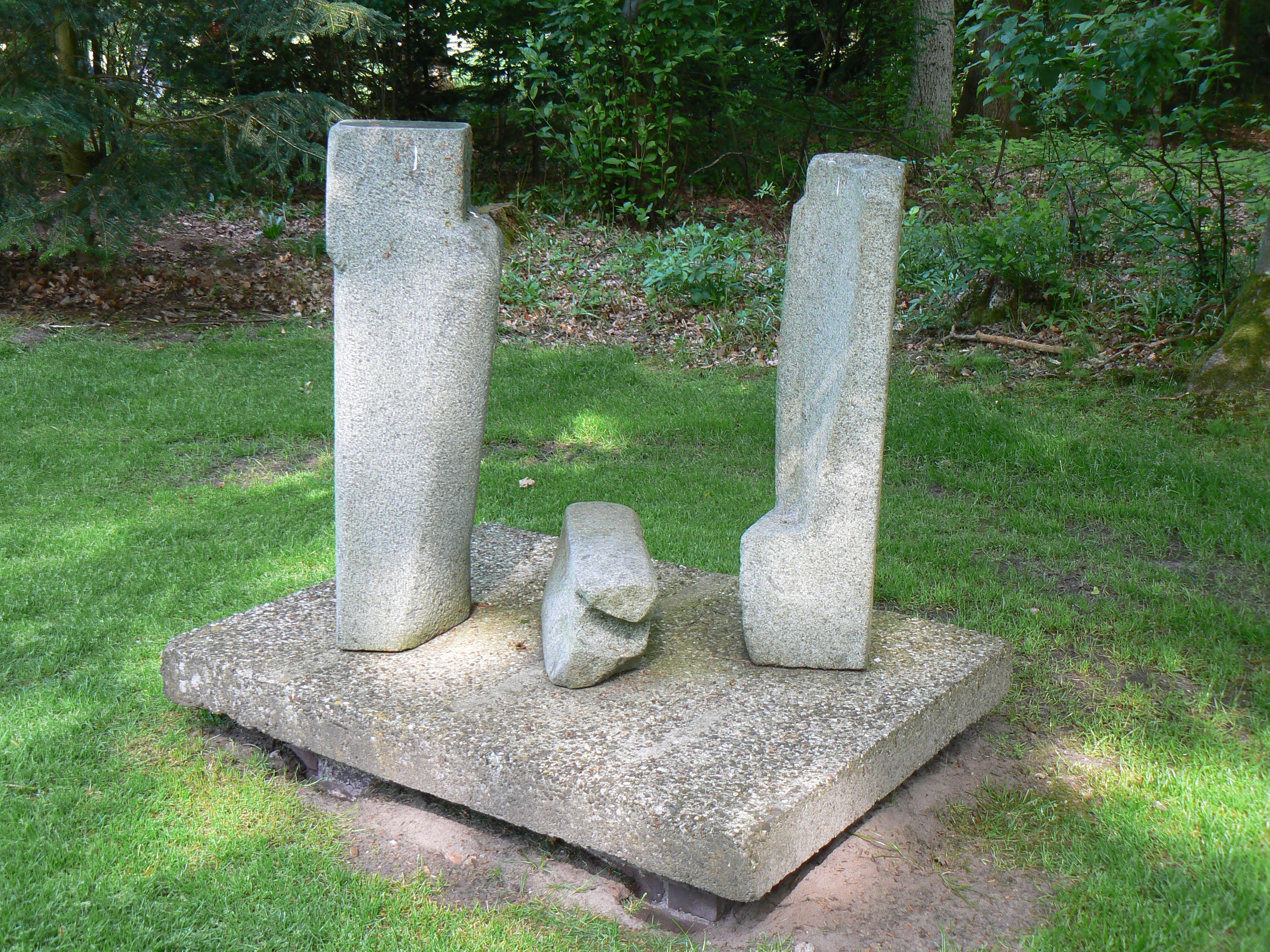
Composition sur un plateau (1956)

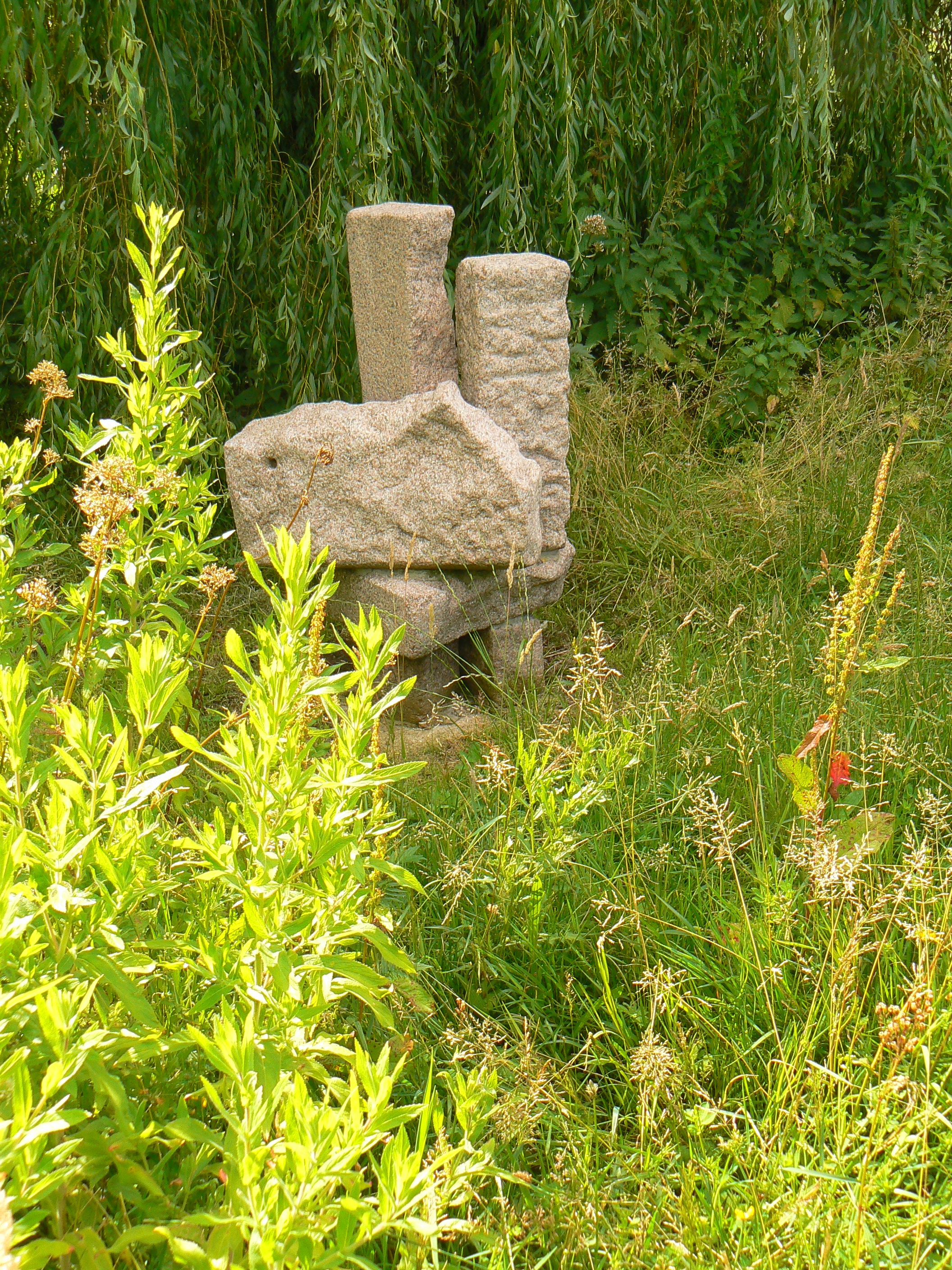
Komposition für einen Garten (1959)

Shamaï Haber (* 15. Februar 1922 in Łódź, Polen; † 24. August 1995 in Paris, Frankreich) war ein französisch-israelischer Bildhauer, der in Polen geboren wurde.

## Leben und Werk
Haber, der in Polen geboren wurde, immigrierte mit seiner jüdischen Familie 1935 über Luxemburg ins britische Mandatsgebiet Palästina. Er wurde an der Kunstakademie in Tel Aviv ausgebildet und ging 1949 nach Frankreich, wo er in Paris am Montparnasse heimisch wurde. Ab 1954 fertigte er Skulpturen aus großen Steinblöcken, die er zueinander in Bezug brachte. Die Stein-, Granit- oder Marmoroberflächen ließ er weitgehend in rauem Zustand und polierte sie nur teilweise.
Haber gewann 1959 den Prix Bourdelle für sein Werk. 1959 prüfte Bram Hammacher im Auftrag des Kröller-Müller-Museums in seinem Atelier die Auswahl von zwei Skulpturen anlässlich der Eröffnung des dortigen Skulpturenparks. 1960 wurde Haber von Willem Sandberg vom Stedelijk Museum nach Amsterdam eingeladen und stellte die beiden Werke dort wie vereinbart im Park in Otterlo auf.
Haber nahm 1961 gemeinsam mit Itzhak Danziger für Israel an der Ausstellung Jeune sculpture im Musée Rodin in Paris teil. Von 1960 an arbeitete er vor allem in Frankreich und kehrte nicht mehr nach Israel zurück. Er starb an einem Herzinfarkt in seinem Atelier in Paris.

## Werke (Auswahl)
- Composition sur un plateau (1956), Skulpturenpark am Kröller-Müller-Museum in Otterlo
- Construction en équilibre (1957/59), Skulpturenpark am Kröller-Müller-Museum (dort abgebaut)
- Compositie voor een tuin (1959)[2], Sammlung Stedelijk Museum am Siegerpark in Amsterdam
- Cascade of Écriture sur l'eau (1965), Vondelpark in Amsterdam
- Homme écrasé par la ville (1973), Rue du Cherche-Midi/Boulevard Raspail in Paris
- Fontaine Littré (1983), Rue Littré in Paris (nicht mehr an diesem Ort)
- Fontaine "Le Creuset du Temps"(1988), Place de Catalogne in Paris